# Michèle Magny
Michèle Magny est une actrice, dramaturge et scénariste québécoise.

## Biographie
Diplômée de l'École nationale de théâtre en 1968.
Comme actrice de théâtre, elle est surtout connu pour sa participation à deux spectacles féministes : La Nef des sorcières, une création collective présenté en 1976, et Les Fées ont soif, un texte de Denise Boucher qui suscite une vive controverse lors de sa création en novembre 1978.  À partir du milieu des années 1980; sans abandonner l'interprétation,  Magny commence à faire de la mise-en-scène.  En 1984, elle dirige La Poupée de Pélopia, un des premiers textes de Michel Marc Bouchard.  Suivront notamment Anaïs dans la queue de la comète de Jovette Marchessault en 1985,  Le Pain dur de Paul Claudel en 1991 et La reprise de Claude Gauvreau en 1994.  En 2018, pour le quarantième anniversaire de la pièce, elle signe une nouvelle production des Fées ont soif.
Relativement peu présente au cinéma, Michèle Magny tient un rôle assez important dans deux des films les plus connus de Jean-Pierre Lefebvre : La Chambre blanche, un film à deux personnages datant de 1969, et Les Fleurs sauvages, qui reçoit le prix international de la critique au Festival de Cannes en 1983.
Michèle Magny amorce une carrière de dramaturge en 1993 avec Marina, le dernier rose aux joues, évocation de la vie et de l'œuvre de la poète russe Marina Tsvetaïeva (1892-1941) grâce à laquelle elle a remporté le prix du Gouverneur général 1995.  En 2004, elle propose une nouvelle pièce, Un Carré de ciel, librement inspirée des derniers écrits du romancier québécois Jacques Ferron.

## Filmographie
- 1966 : Little White Crimes
- 1969 : La Chambre blanche
- 1969 : Don't Let the Angels Fall : Diane
- 1970 : Mont-Joye (série télévisée) : Louise Ménard
- 1970 : Maigrichon et Gras-Double (série télévisée)
- 1972 : Ô ou l'invisible enfant : La mère
- 1973 : Taureau : Denise Beaudoin
- 1976 : L'Heure bleue (court-métrage)
- 1976 : La Piastre : Monique, femme de Claude
- 1977 : L'Âge de la machine
- 1977 : The Disappearance : Melanie
- 1982 : La Bonne Aventure (série télévisée) : Catherine Girard
- 1982 : Les Fleurs sauvages : Michelle Levasseur Dubuc
- 1983 : En scène : Narrator
- 1986 : Si jamais tu pars : Narratrice
- 1986 : J'osais pas rien dire : Narratrice
- 1997 : Les Désoccupés : Narratrice

## Théâtre
- 1976 : Quatre à quatre de Michel Garneau, mise en scène Gabriel Garran, Théâtre de la Commune